# Габда Василь Георгійович
Василь Георгійович Га́бда (нар. 11 липня 1925, Ужгород — пом. 22 серпня 2004, Ужгород) — український живописець; член Спілки радянських художників України з 1958 року. Заслужений художник УРСР з 1981 року, народний художник України з 2000 року, лауреат Закарпатської обласної премії імені Йосипа Бокшая та Адальберта Ерделі за 1995 рік. Батько художника Владислава Габди.

## Біографічна довідка
Народився в Ужгороді 11 липня 1925 року в місті Ужгороді (нині Україна). Закінчив ужгородську Друґетову гімназію, де малювання викладав художник Дєрдь Ендреді. Упродовж 1943–1944 років навчався на архітектурному факультеті Будапештського політехнічного інституту. У 1946 закінчив Ужгородське державне художньо-промислове училище, де його викладачами були зокрема Адальберт Ерделі, Йосип Бокшай, Федір Манайло. Викладав у ньому у 1947–1948 роках.
З 1948 року і до кінця 1990-х працював на виробничих майстернях Художфонду в Ужгороді. Жив в Ужгороді, в будинку на вулиці Берчені, № 75. Помер в Ужгороді 22 серпня 2004 року.

## Творчість
Працював в галузі станкового живопису, писав пейзажі, натюрморти. Серед робіт:
- «На Гуцульщині» (1953);
- «Після дощу» (1956);
- «Березень в Ясині» (1959);
- «Сади квітнуть» (1967);
- «Рання весна» (1968);
- «Волівеччина» (1970);
- «Ужгородський замок» (1970);
- «Синя річка» (1972);
- «Осінні квіти» (1974);
- «Польові квіти» (1975);
- триптих «Пори року» (1975);
- «Річка Уж» (1978);
- «Стара Верховина» (1979);
- серія «Минувшина Закарпаття» (1979—1980);
- «Старе дерево» (1981);
- «Осінь у Карпатах» (1981);
- «Казковий мотив» (1981);
- «Тала вода» (1991);
- «Село Княгиня» (1993);
- «Осінні дерева» (1995);
- «27 лютого» (1996);
- «Соняшники» (1997);
- «Сині Карпати» (1998);
- «Ліс» (2001);
- «Село Кострино» (2001).

Брав участь у республіканських виставках з 1954 року, всесоюзних — з 1957 року, зарубіжних — з 1967 року. Персональні виставки відбулися в Ужгороді у 1985 році, містах Словаччини: Кошиці у 1985 році, Требішові у 1995 році, Комарному у 1999 році. 
Картини художника зберігаються у Закарпатському, Харківському, Сімферопольському, Донецькому художніх музеях.